# EMAL-2

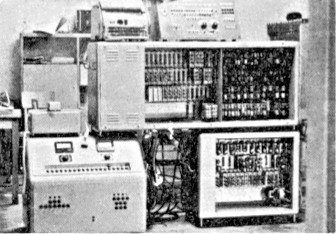
Внешний вид EMAL-2

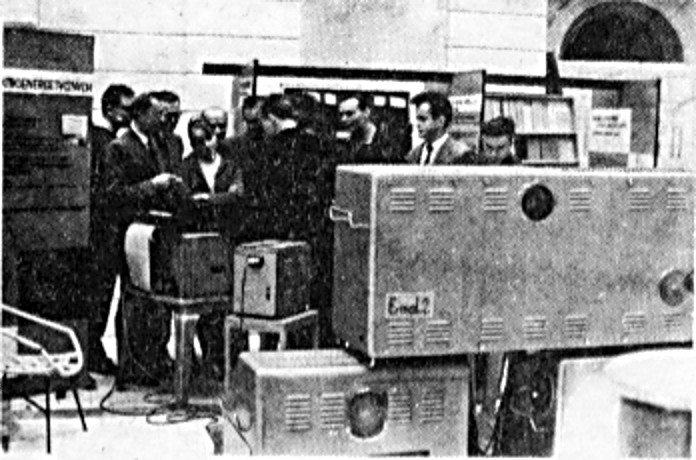
Презентация EMAL-2

EMAL-2 (пол. Elektroniczna Maszyna Automatycznie Licząca-2, Электронная машина автоматических вычислений-2) — компьютер Ромуальда Марчиньского, созданный на основе ранее существовавшего EMAL. Был создан в группе математических аппаратов GAM-1 государственного математического института Варшавы в 1957—1958 годах. В команду разработчиков вошли Казимир Балакер, Леслав Немчицкий, Анджей Харланд, Генрик Фурман, Густав Сливицкий, Стефан Костжева и Збигнев Гживач.
EMAL-2 является первым электронным цифровым компьютером Польши, созданным для решения практических задач. Также он стал первым компьютером Вычислительного центра Польской академии наук.

## Характеристики
- Тип: бинарный последовательный компьютер, без каких-либо ламп и соединений, на основе диодо-ферритных коммутационных систем
- Предназначение: научно-технические расчёты
- Возможность представления отрицательного числа через дополнительный код
- Машинное слово: 34 бита
- Скорость: 150 операций в секунду
- Катушечная оперативная память: 1024 слова на 32 витках, 6 тысяч об./мин (макс.: 12 тысяч)
- Устройства ввода/вывода: телетайп
- Частота: изначально 108 кГц, затем 27 кГц